# Pseudohorus embuensis
Pseudohorus embuensis är en spindeldjursart som beskrevs av Volker Mahnert 1982. Pseudohorus embuensis ingår i släktet Pseudohorus och familjen Olpiidae. Inga underarter finns listade i Catalogue of Life.